# Джо Луїс
Джозеф Луїс Берроу (англ. Joseph Louis Barrow, більш відомий як Джо Луїс, англ. Joe Louis; 13 травня 1914, Лафайетт, Алабама, США — 12 квітня 1981, Лас-Вегас, США) — легендарний американський професійний боксер, чемпіон світу (1937—1950) у важкій вазі. Луїс переміг 22 суперників за титул чемпіона світу у важкій вазі, що було найкращим показником в історії боксу, доки рекорд не побив Володимир Кличко у 2015 році. Виграв 6 боїв, отримавших оцінку «5 зірок» від BoxRec. Ввійшов в десятку найкращих важковаговиків світу за версією BoxRec 15 разів, зайнявши перше місце 11 разів.
Чотири рази визнавався «Боксером року» за версією журналу «Ринг»: 1936, 1938, 1939, 1941.
У 2003 році журнал «Ринг» поставив Джо Луїса на 1-е місце в списку найбільших панчерів всіх часів.

## Біографія
Народився в бідній сім'ї. Батько працював на бавовняній плантації. У 1924 році сімейство перебралося в Детройт, де Джо Луїс став працювати разом зі своїм батьком на заводі Форда.

## Любительська кар'єра
До 1934 року Джо Луїс виступав на любительському рингу.
У 1934 році виграв Чиказькі Золоті рукавички й чемпіонат США в напівважкій вазі, що відкрило йому шлях на професійний ринг.

## Професійна кар'єра
Аматорські виступи Луї привернули інтерес професійних промоутерів, і незабаром почалася його видатна кар'єра на великому ринзі. У липні 1934 року дебютував в бою з Джеком Крекменом, якого нокаутував у 1 раунді.
У серпні 1934 року зустрівся з Джеком Кранцем. У бою не було нокдаунів. Це був дуже близький бій, хоча Луїс переміг одностайним рішенням суддів у 8-му раундовому бою.
У вересні 1934 року зустрівся з Адольфом Вейтером. У першому раунді Луїс відправив Вейтера до нокдауну. Вейтер піднявся, після хвилини відпочинку відновився та вирівняв бій до кінця сьомого раунду. Луїс проводив багато ударів протягом останніх трьох раундів, внаслідок чого переміг одноголосним рішенням суддів.
25 червня 1935 року зустрівся з ексчемпіоном світу Прімо Карнерою. Луїс застосував стару тактику роботи з вищим супротивником: бив по корпусу, а коли Карнера опускав руки переводив атаку в голову. У 6 раунді Джо Луїс тричі послав супротивника до нокдауну, після чого Карнера став «абсолютно безпорадним», став чіплятися за канати, тож рефері зупинив бій.
24 вересня 1935 року зустрівся з іншим ексчемпіоном світу Максом Бером. Після першого раунду, коли все в принципі вже було зрозуміло, Джек Демпсі, який, як завжди, секундував свого друга, бажаючи його підбадьорити, сказав: «Малюк, та він тебе ніколи по-справжньому не вдарив». Макс у відповідь посміхнувся всім своїм побитим обличчям і сказав підкреслено похмурим голосом: «Тоді, Джеку, ти б краще доглядав рефері, а то там на рингу хтось дуже сильно мене б'є». Бер був нокаутований у четвертому раунді. Бій отримав статус бою 1935 року за версією журналу «Ринг».

### Луїс проти Шмелінга I
19 червня 1936 року, маючи рекорд 24-0, зустрівся з німецьким ексчемпіоном світу Максом Шмелінгом. Під час бою Шмелінг після виконання джеба Луїса одразу відповідав своїм улюбленим кросом. І це дало йому успіх. Луїс двічі побував у нокдауні у 4 та 12 раунді. Шмелінг сенсаційно переміг нокаутом у 12 раунді. Бій отримав статус бою 1936 року за версією журналу «Ринг».
18 серпня 1936 року зустрівся з ексчемпіоном світу Джеком Шаркі. Луїс переміг нокаутом у 3 раунді.
Потім Луїс здобув 5 перемог нокаутами. За результатами виступів був визнаний боксером 1936 року за версією журналу «Ринг».
У січні 1937 року зустрівся із Бобом Пастором. Луїс переміг одностайним рішенням суддів.
22 червня 1937 року в бою за титул чемпіона світу зустрівся з Джеймсом Бреддоком. У першому раунді Луїс, захопившись атакою, нарвався на зустрічний аперкот Бреддока, внаслідок чого опинився в нокдауні. Але потім контролював бій та у 8 раунді нокаутував суперника.

### Луїс проти Фарра
В першому захисті 30 серпня 1937 року зустрівся в бою з британцем  Томмі Фарром. Незважаючи на його чемпіонство, Луїса непокоїла попередня поразка від Шмелінга. Незабаром після виграшу титулу він сказав: «Я не хочу, щоб мене називали чемпіоном, доки не переможу Макса Шмелінга». Промоутер Луї Майк Джейкобс спробував організувати реванш у 1937 році, але переговори зірвалися, коли Шмелінг зажадав 30% гонорару. Коли Шмелінг натомість спробував організувати бій проти чемпіона Британської імперії Томмі Фарра, відомого за прізвиськом Терор Тоніпанді, щоб конкурувати з претензіями американських боксерських авторитетів на організацію боїв за звання чемпіона світу, Джейкобс переграв його, запропонувавши Фарру гарантовані 60 000 доларів за бій з Луїсом. Пропозиція була надто вигідною, щоб Фарр відмовився. Тож, 30 серпня 1937 року, після чотирьох днів відстрочки через дощ, Луїс і Фарр розпочали бій. Поєдинок був напруженим і тривав усі 15 раундів. Луїс не зміг відправити Фарра в нокдаун жодного разу, але переміг одностайним рішенням. Бій отримав статус бою 1937 року за версією журналу «Ринг».
Готуючись до неминучого реваншу з Шмелінгом, Луїс в наступних поєдинках нокаутував Натана Манна та Гаррі Томаса.

### Луїс проти Шмелінга II
Матч-реванш між Луїсом і Шмелінгом 22 червня 1938 року став одним із найвідоміших боксерських поєдинків усіх часів і згадується як одна з головних спортивних подій 20-го століття. Бій відбувся на стадіоні «Yankee Stadium» перед натовпом у 70 043 глядачів. Його транслювали по радіо для мільйонів слухачів у всьому світі англійською, німецькою, іспанською та португальською мовами. Бій тривав лише дві хвилини і чотири секунди. Луїс побив Шмелінга серією швидких атак, притиснувши його до канатів і завдавши йому паралізуючого удару по тілу. Шмелінг тричі побував у нокдауні та зумів завдати лише два удари за весь бій. Під час третього нокдауну тренер Шмелінга викинув рушник.
За результатами виступів Луїс був визнаний боксером 1938 року за версією журналу «Ринг».
Протягом 29 місяців з січня 1939 року по травень 1941 року Луїс тринадцять разів захищав свій титул.
25 січня 1939 року нокаутував у першому раунді чемпіона у напівважкій вазі Джона Генрі Луїса.
20 вересня 1939 року вдруге зустрівся в бою з Бобом Пастором і нокаутував в одинадцятому раунді. Бій отримав статус бою 1939 року за версією журналу «Ринг».
1939 року втретє був визнаний боксером року за версією журналу «Ринг».

### Луїс проти Конна
18 червня 1941 року зустрівся в бою з Біллі Конном, якого 1940 року журнал «Ринг» визнав боксером року. Конн перемагав у бою протягом 12 раундів, хоча Луїс зміг приголомшити Конна лівим хуком у п’ятому, розбивши йому око та ніс. А за дві секунди до кінця тринадцятого раунду Луїс зумів нокаутувати Конна. Поєдинок був названий боєм 1941 року за версією журналу «Ринг», а сам Луїс за версією журналу вчетверте був визнаний боксером року. Поєдинок між Луїсом і Конном виявився таким захопливим, що відразу пішли розмови про матч-реванш, який був запланований на 1942 рік. Однак матч-реванш на 1942 рік довелося скасувати після того, як спочатку Конн зламав руку, а коли вже був готовий до бою, сталася японська атака на Перл-Гарбор.
1942 року Луїс провів два благодійних боя на користь Товариства допомоги військово-морським силам проти своїх колишніх опонентів Бадді Бера і Ейба Саймона. Зрозумівши потенціал Луїса для підвищення бойового духу серед військ, армія направила його до свого відділу спеціальних служб, а не відправляла в бій. Луїс вирушив у знаменитий тур з іншими видатними особами, включаючи колегу-боксера Шугар Рея Робінсона. Він влаштував 96 боксерських виступів перед двома мільйонами солдатів. Окрім своїх подорожей, Луїс був у центрі уваги кампанії вербування в ЗМІ, яка заохочувала афроамериканців вступати на службу в Збройні сили, незважаючи на расову сегрегацію в армії. Рекламна кампанія зробила Луїса широко популярною особою в США навіть за межами світу спорту. 1 жовтня 1945 року звільнився з військової служби.
Луїс вийшов із військової служби в значних боргах. 19 червня 1946 року відбувся його довгоочікуваний реванш проти Біллі Конна, чиї навички погіршилися під час тривалої перерви. Луїс переміг нокаутом у восьмому раунді. Бій був найприбутковішим у кар'єрі Луїса на той час. Його частка становила 600 000 доларів.

### Луїс проти Волкотта
5 грудня 1947 року Луїс зустрівся з Джерсі Джо Волкоттом. Волкотт вступив у бій як аутсайдер, тим не менш двічі відправив Луїса в нокдаун в перших чотирьох раундах. І все ж переможцем 15-раундового бою розділеним рішенням суддів оголосили Луїса.
25 червня 1948 року відбувся матч-реванш. Волкотт відправив Луїса в нокдаун в третьому раунді, але Луїс відновився і нокаутував Волкотта в одинадцятому.
Луїс не збирався захищати свій титул і 1 березня 1949 року оголосив про завершення кар’єри, після чого Національна боксерська асоціація організувала бій за вакантний титул між Еззардом Чарльзом та Джерсі Джо Волкоттом. Бій відбувся 22 червня 1949 року, за очками впевнено переміг Чарльз, але чемпіоном його визнали не всі. На щастя для Чарльза невдовзі через фінансові проблеми на ринг вирішив повернутися Джо Луїс.
27 вересня 1950 року відбувся бій між Луїсом і Чарльзом. На той час Луїсу було 36 років, його рефлекси зникли, і Чарльз здобув переконливу перемогу.
Через фінансові труднощі продовжив виступи і після зустрічі з декількома суперниками невисокого рівня отримав пропозицію на бій з непереможним на 9 років молодшим претендентом у важкій вазі Роккі Марчіано за гарантований гонорар 300 000 доларів. Поєдинок відбувся 26 жовтня 1951 року. Мало хто з любителів боксу, які на власні очі бачили ударну силу Марчіано, вірив, що Луїс мав шанс. Сам Луїс розумів, що його збираються жорстоко побити. Луїс опинився в нокдауні у восьмому раунді, і менш ніж через тридцять секунд після продовження бою суперник вибив його через канати, викинувши з рингу. Після зустрічі з Марчіано Луїс назавжди завершив професійну кар'єру.